# 1504 pr. n. št.

## Smrti
- Ahmoz-Meritamon, žena faraona Amenhotepa I. (* 1525 pr. n. št.)